# Печки
Печки (чеш. Pečky) град је у Чешкој Републици. Град се налази у управној јединици Средњочешки крај, у оквиру којег припада округу Колин.

## Становништво
Према подацима о броју становника из 2014. године град је имао 4.577 становника.